# هارالد فولمار
هارالد فولمار (آلمانی: Harald Vollmar؛ زادهٔ ۲۴ آوریل ۱۹۴۷) تیرانداز اهل آلمان بود.
وی در مسابقات کشوری و بین‌المللی در مجموع برندهٔ ۱ مدال طلا، ۳ مدال نقره، ۴ مدال برنز شده‌است.